# Mose Tuiali'i
Moses Moses Tuiali’i (Auckland, 25 marzo 1981) è un ex rugbista a 15 e allenatore di rugby a 15 neozelandese, tecnico delle skills dello Blue Revs in Top League. Nella sua carriera giocava nel ruolo di terza linea centro. A livello internazionale può vantare nove apparizioni con la Nuova Zelanda.

## Biografia

### Attività da giocatore
Nativo di Auckland, Tuiali'i si formò rugbisticamente nella Kelston Boys High School. Esordì nel rugby professionistico con la franchigia dei Blues nel corso del vittorioso Super 12 2003. Nello stesso anno debuttò anche nel National Provincial Championship con la maglia del Northland, squadra nella quale era stato mandato in prestito dall'Auckland. A partire dal Super 12 2004 passò ai Crusaders; nonostante il cambio di franchigia disputò un'ultima stagione del campionato provinciale neozelandese con Auckland prima di trasferirsi definitivamente nel Canterbury dal 2005. Con i Crusaders fu protagonista della duplice vittoria del Super Rugby nelle annate 2005 e 2006. Dopo un'edizione conclusa in semifinale, conquistò per la quarta volta il torneo australe nel 2008, segnando l'unica meta della sua squadra nella finale contro i Waratahs. Lo stesso anno si aggiudicò anche l'Air New Zealand Cup con Canterbury, nonostante un infortunio gli avesse precluso la partecipazione alla fase finale della competizione. Nel 2009 si trasferì in Giappone nel Blue Revs militante in Top League. Dopo quattro stagioni con la squadra nipponica ritornò brevemente in patria per disputare il Super Rugby 2013 con gli Highlanders. Tornato nelle file di Yamaha Jubilo, giocò altre sei edizioni della Top League, giungendo secondo in due occasioni, fino al ritiro avvenuto nel dicembre 2018 a 37 anni di età.
A livello internazionale, Tuiali'i debuttò con la Nuova Zelanda nel giugno 2004 in un test-match contro l'Argentina, nel corso del quale segnò anche la sua prima ed unica meta in nazionale. Nel corso della stessa annata il commissario tecnico Graham Henry lo schierò in altri quattro incontri tra Tri Nations e tour autunnale. Dopo un'assenza durata un anno intero, ritornò a vestire la maglia degli All Blacks nel corso della tournée europea del novembre 2005, dove ottenne tre presenze. Giocò la sua ultima partita internazionale contro l'Argentina nel giugno 2006. In totale rappresentò la nazionale neozelandese in nove occasioni.

### Attività da allenatore
Subito dopo il ritiro dal rugby giocato, Tuiali'i intraprese la carriera di allenatore diventando tecnico delle skills per Yamaha Jubilo a partire dalla stagione 2019-2020.

## Palmarès
- Super Rugby: 4
Blues: 2003
Crusaders: 2005, 2006, 2008
- National Provincial Championship: 1
Canterbury: 2008